# Pierre-Joseph Thoulier d'Olivet
Pierre-Joseph Thoulier d'Olivet, řečený abbé d'Olivet, (1. dubna 1682 Salins-les-Bains – 8. října 1768 Paříž) byl francouzský gramatik a překladatel.

## Život
Pocházel z nižší šlechty a jako mladý vstoupil do jezuitského řádu. Ten však roku 1705 opustil a zasvětil svůj život francouzské gramatice a překladu děl Cicerona a Démosthena.
Byl přítelem Boileau a profesorem Voltaira. Navštěvoval salon markýzy de Lambert. Členem Francouzské akademie se stal roku 1723. Byl aktivním redaktorem Slovníku Francouzské akademie a pokračoval v psaní Histoire de l'Académie française, započaté Paulem Pellisonem.

## Dílo
- Histoire de l'Academie françoise, II. Depuis 1652 jusqu'à 1700 (1729)
- Traité de la prosodie françoise  (1737) Text online
- Remarques de grammaire sur Racine (1738).
- Remarques sur la langue françoise (1767, 1771) Obsahuje : Prosodie françoise, Essais de grammaire, Remarques sur Racine et Réponse de M. de Voltaire à M. l’Abbé d’Olivet sur la nouvelle édition de la Prosodie. Reedice : 1968.

Překlady
- Les Catilinaires (Cicéron), oraisons première, seconde, troisième et quatrième, en latin et en françois (1726) Text online
- Oraisons de Démosthène et de Cicéron (1727)
- Entretiens sur la nature des dieux, de Cicéron (1731)
- Tusculane de Cicéron sur le mépris de la mort (1732)
- Philippiques de Démosthène et Catilinaires de Cicéron (1736)
- Pensées de Cicéron, traduites pour servir à l'éducation de la jeunesse (1744)